# Вёрсель, Нильс
Нильс Вёрсель (дат. Niels Vørsel; род. 9 декабря 1953) — датский сценарист.

## Биография
Известен благодаря сотрудничеству с Ларсом фон Триером. Вёрсель совместно с режиссёром написал сценарии для всех его фильмов раннего периода и для телесериала «Королевство», а также исполнил роль фактически самого себя в ленте «Эпидемия». В 1995 году был удостоен датской национальной кинопремии «Бодил» за сценарий «Королевства», а также за всё творчество в целом.

## Фильмография

### Автор сценария
- 1984 — Элемент преступления / Forbrydelsens element
- 1987 — Эпидемия / Epidemic
- 1991 — Европа / Europa
- 1994 — Королевство / Riget (телесериал)
- 1997 — Королевство 2 / Riget II (телесериал)
- 2000 — Униженные / De udstillede
- 2004 — Королевский госпиталь / Kingdom Hospital (телесериал)

### Актёр
- 1987 — Эпидемия / Epidemic — Нильс